# Bunjevačke i šokačke novine (Kalača)
Bunjevačke i šokačke novine su bile mjesečne novine na hrvatskom jeziku koje su izlazile u Kalači. 

## Povijest
Veliki poticaj izdavanju ovih novina je bila nasilna kulturna asimilacija u crkvi i školama, koju su provodili mađarski asimilacionistički krugovi, iz kojih su bunjevački jezik sustavno izbacivali. Nezadovoljstvo takvom politikom, kojom je 1870. počelo ukidanje bunjevačkog jezika u školama rezultiralo je nezadovoljstvom subotičkih Bunjevaca. Od tada se tamošnji Hrvati počinju drukčije politički angažirati, nasuprot dotadašnjem sudjelovanju u radu mađarskih političkih stranaka.
Pokrenuo ih je nakon višemjesečnog premišljanja 19. ožujka 1870. (najavio je izdavanje još 1869.) rimokatolički svećenik Ivan Antunović, koji je bio njihovim vlasnikom i urednikom. Ovo se smatra prekretnicom u hrvatskom preporodu u Bačkoj, koji je tada dobio početni zamah. 
List je nosio ime dviju najvećih zajednica Hrvata u Mađarskoj, Bunjevaca i Šokaca.
Bunjevačke i šokačke novine su se bavile brojnim temama od interesa za razvitak nacionalne svijesti u Hrvata.
Kao takve, vrlo brzo su došle na udar mađarskih nacionalističkih krugova, koji su bili asimilacionistički nastrojeni, posebice prema zajednicama koje su smatrali "nedefiniranima", što im je bio argument da se taj dio hrvatskog naroda uzme za metu pomađarenja. 
Unatoč Antunovićevu ustrajnom držanju zakona i njegovom ustrajnom izjašnjavanju kao politički Mađar, to mu nije pomoglo. Mađarska vlada (ministar Ágoston Trefor je tražio od nadbiskupa Kalačke nadbiskupije Lajosa Haynalda da zabrani list.
Pritisci vlasti, mađarskih medija, veliki trošak izdavanja, malog broj čitatelja i malog broja suradnika je rezultiralo gašenjem lista u prosincu 1872. Kuriozitet je bio da su Bunjevačke i šokačke novine imale veće pretplatničko zanimanje u Trojednici, nego na području južne Ugarske.
Antunović je nastavio izdavati novi list, koji je do tada bio kulturni prilog u ovim novinama, Bunjevačka i šokačka vila, a pojavio se 1871.

## Urednici
- Ivan Antunović

## Poznati suradnici
- Stipan Krunoslav Grgić, hrvatski književnik
- Petar Pančić, isusovac, rektor travničkog sjemeništa i ravnatelj gimnazije
- Josip Jukić Manić, hrvatski književnik, svećenik i narodni preporoditelj[1]

U samom početku je s Antunovićem u ovim novinama surađivao i Kalor Milodanović.

## Vanjske poveznice
- Hrvatska riječ Očuvanje jezika, vjere i kulture, 3. studenoga 2003.
- Hrvatski iseljenicki zbornik 2004. Naco Zelić: Glasila - novine u bačkih Hrvata